# Saison 5 de Misfits
Chronologie
Saison 4
Cet article présente les huit épisodes de la cinquième et dernière saison de la série télévisée britannique Misfits.

## Synopsis
Cinq jeunes marginaux qui n'ont rien en commun se retrouvent en même temps à devoir remplir des travaux d'intérêt général. Un jour, ils essuient un puissant et étrange orage et se retrouvent tous affublés de supers pouvoirs.

## Distribution

### Acteurs principaux
- Joseph Gilgun (V. F. : Bruno Mullenaerts) : Rudy Wade
- Karla Crome (V. F. : Prunelle Rulens) : Jess
- Nathan McMullen (V. F. : Ilyas Mettoul) : Finn Samson
- Matt Stokoe (V. F. : Nicolas Matthys) : Alex
- Natasha O'Keeffe : Abbey Smith

### Acteurs récurrents
- Shaun Dooley (V. F. : Benoît van Dorslaer) : Greg
- Michael Winder (V. F. : Aurélien Ringelheim) : Sam
- Ruth Sheen : Maggie
- Ellie Kendrick : Helen
- Oliver Lansley (V. F. : Romain Barbieux) : Stuart
- Matt Cross : Tim
- Kate Bracken : Karen

### Invités
- Lydia Wilson : Laura (épisodes 2 et 3)
- Phil Cornwell (V. F. : Franck Dacquin) : Geoff Wade, le père de Rudy (épisode 2)
- Royce Pierreson (V. F. : Maxime Donnay) : Rob (épisode 3)
- Erin Richards : Sarah (épisode 7)
- Daniel Boyd : Luke (épisode 8)

## Production

### Développement
Le 14 décembre 2012, la chaîne a renouvelé la série pour une cinquième et dernière saison de huit épisodes. Initialement prévus pour une durée de 60 minutes chacun, les épisodes ne font finalement que 45 minutes.

### Casting
Les cinq acteurs principaux, Joseph Gilgun, Karla Crome, Nathan McMullen, Matt Stokoe et Natasha O'Keeffe, sont tous confirmés pour la dernière saison.

## Liste des épisodes

### Épisode 1:Possession
- Royaume-Uni : 23 octobre 2013 sur E4[5],[6]
- France : 23 mars 2014 sur OCS Choc[7],[8]

### Épisode 2:La Face cachée
- Royaume-Uni : 30 octobre 2013 sur E4[9]
- France : 23 mars 2014 sur OCS Choc[7],[8]

### Épisode 3:Fantasmagories
- Royaume-Uni : 6 novembre 2013 sur E4[10]
- France : 30 mars 2014 sur OCS Choc[7],[8]

Abbey est en couple avec Laura, la fille à l'écharpe. À son contact, des souvenirs reviennent chez Abbey, qui comprend enfin qui elle est : elle est la matérialisation de l'amie imaginaire d'enfance de Laura. Celle-ci prend peur et la chasse de sa vie, ignorant que "Scary", son croque-mitaine, a lui aussi pris vie. Finn réalise peu à peu que l'agent de probation est tombé amoureux de lui, persuadé que le jeune est homosexuel depuis qu'il s'est fait surprendre avec Alex. Greg devenant de plus en plus entreprenant, Finn utilise ses pouvoirs et le fait tomber du balcon, le laissant pour mort. Alors qu'Alex, Rudy et Finn réalisent que Greg est encore en vie, Abbey fait une overdose médicamenteuse et doit sa vie à Jess.

### Épisode 4:Comme un coup de vieux
- Royaume-Uni : 13 novembre 2013 sur E4[11]
- France : 30 mars 2014 sur OCS Choc[7],[8]

Rudy 2 a disparu depuis plusieurs jours et Rudy commence seulement à se demander où il est. Le groupe le retrouve lors d'une de leurs missions, mais il a inexplicablement vieilli, étant devenu presque grabataire. Ils suspectent rapidement quelqu'un du groupe de soutien et Rudy se fait passer pour son double afin de les infiltrer. Il découvre ainsi que son double se montre très généreux avec les autres membres, passant du temps avec eux, leur rendant des services et les aidant à gérer leurs pouvoirs. Quand Rudy 2 fait une attaque cardiaque, il est sauvé par Helen qui a le pouvoir de générer de l'électricité. 

### Épisode 5:Réalité virtuelle
- Royaume-Uni : 20 novembre 2013 sur E4[12]
- France : 6 avril 2014 sur OCS Choc[7],[8]

- Shaun Dooley (Grey)
- Scarlett Brookes (Leah)
- Chloe Pirrie (Debbie)
- Oliver Lansley (Stuart)
- Klariza Clayton (Chloe)
- Michael Winder (Sam)
- Ellie Kendrick (Helen)

Lors d'une réunion du groupe de soutien, Rudy et Finn croisent Leah, une fille capable de manipuler l'esprit des gens et de les convertir en fichiers numériques. Agoraphobe depuis la tempête, elle s'est elle-même téléchargée dans la tête d'une de ses amies pour sortir. Elle commence à flirter avec Finn, ce qui met en joie Rudy qui espère ainsi avoir le champ libre avec Jess. Leah panique cependant à l'idée de perdre Finn et en vient à pirater son esprit pour l'enfermer dans une clé USB pour vivre sa relation avec lui dans une réalité virtuelle. 

### Épisode 6:Mort par compassion
- Royaume-Uni : 27 novembre 2013 sur E4[13]
- France : 6 avril 2014 sur OCS Choc[7],[8]

- Ade Oyefeso (Lucas)
- Kate Bracken (Karen)
- Ellie Kendrick (Helen)

Un groupe de cancéreux en phase terminale vient au centre communautaire pour passer du temps avec le groupe. Parmi eux, Finn sympathise avec l'un d'entre eux, qui se fait passer pour mourant afin d'utiliser sa maladie pour multiplier les conquêtes ; Finn essaie, sans succès. Alex croise la route d'une femme aquaphobe à qui il refuse son aide et par vengeance, celle-ci lui lance une malédiction gitane : chaque fois qu'Alex refusera d'aider quelqu'un, il sentira ses poumons se remplir d'eau et aura la sensation de se noyer. Finn et Abby profitent de la situation. Alors que Rudy 2 retrouve Helen et couche avec elle, Rudy souffre de problèmes d'érection et en vient à penser que ses sentiments pour Jess sont trop forts.

### Épisode 7:Envers et contre tous
- Royaume-Uni : 4 décembre 2013 sur E4[14]
- France : 13 avril 2014 sur OCS Choc[7],[8]

Cela fait un an que la tempête a frappé, et Abby et Rudy 2 considèrent que c'est leur premier anniversaire. Ils organisent donc une fête au centre communautaire. Rudy 2 invite son groupe de soutien, et Alex invite Sarah, une fille à qui il a pris son pouvoir de seins hypnotiques. La soirée se déroule bien jusqu'à ce que Rudy distribue de l'ecstasy et apprenne que la drogue peut inverser l'effet des pouvoirs : Jess devient ainsi aveugle et Alex rend tous les pouvoirs qu'il a absorbés à Sarah. Elle perd aussitôt le contrôle d'elle-même, possédée par un démon, et utilise son pouvoir d'hypnose pour prendre le contrôle de l'esprit de Finn, Jess, Rudy et Abbey, qui venait tout juste d'inverser le pouvoir de Mark, l'homme coincé dans un corps de tortue. Alex est seul et sait qu'elle a également le pouvoir d'attirer la malchance ; il la piège donc avec une peau de banane, qui finit par provoquer un accident mortel. 

### Épisode 8:Nouveau Départ
- Royaume-Uni : 11 décembre 2013 sur E4[15]
- France : 13 avril 2014 sur OCS Choc[7],[8]

Jess est exaspérée par la lâcheté de Rudy : il ne lui a pas apporté le soutien dont elle avait besoin. En sortant des toilettes du bar où travaille Alex, elle rencontre un jeune homme nommé Luke et passe la nuit avec lui. Le lendemain matin, alors qu'elle s'apprête à partir, il refuse de la laisser partir et les fait voyager un an dans le futur où ils ont un bébé ensemble. Luke s'avère être fou et considère que Jess doit passer le reste de ses jours à ses côtés. Dans ce futur proche, Finn est agent de probation stagiaire au centre communautaire, Alex travaille toujours au bar, Abbey vend des articles de golf, tandis que Rudy, toujours désespérément amoureux de Jess, s'est laissé aller et ressemble à un sans-abri. 
De son côté, Rudy 2 a fondé un gang de super-héros autour du pull tricoté avec Helen, Sam, et Karen. Ceux-ci semblent avoir été frappés par la folie des grandeurs, car ils punissent les délinquants en les tuant. Rudy 2 s'en rend compte et les deux groupes sont contraints de s'affronter. Alex, Abbey, Finn, Rudy et Jess parviennent à se débarrasser de Sam puis de Karen. Rudy 2 prend la décision de revenir dans Rudy, et ils retournent le pouvoir de Karen contre elle ; après quoi Rudy meurt, mais a le temps de gagner une livre grâce à un jeu à gratter. Pour sauver la situation, Jess décide de se suicider après avoir laissé un message vidéo sur un téléphone. Cette manœuvre pousse Luke à retourner dans le temps, mais tout finit bien grâce au message vidéo que Jess s'est envoyé pour éviter que les choses ne tournent mal. 